# 크리프

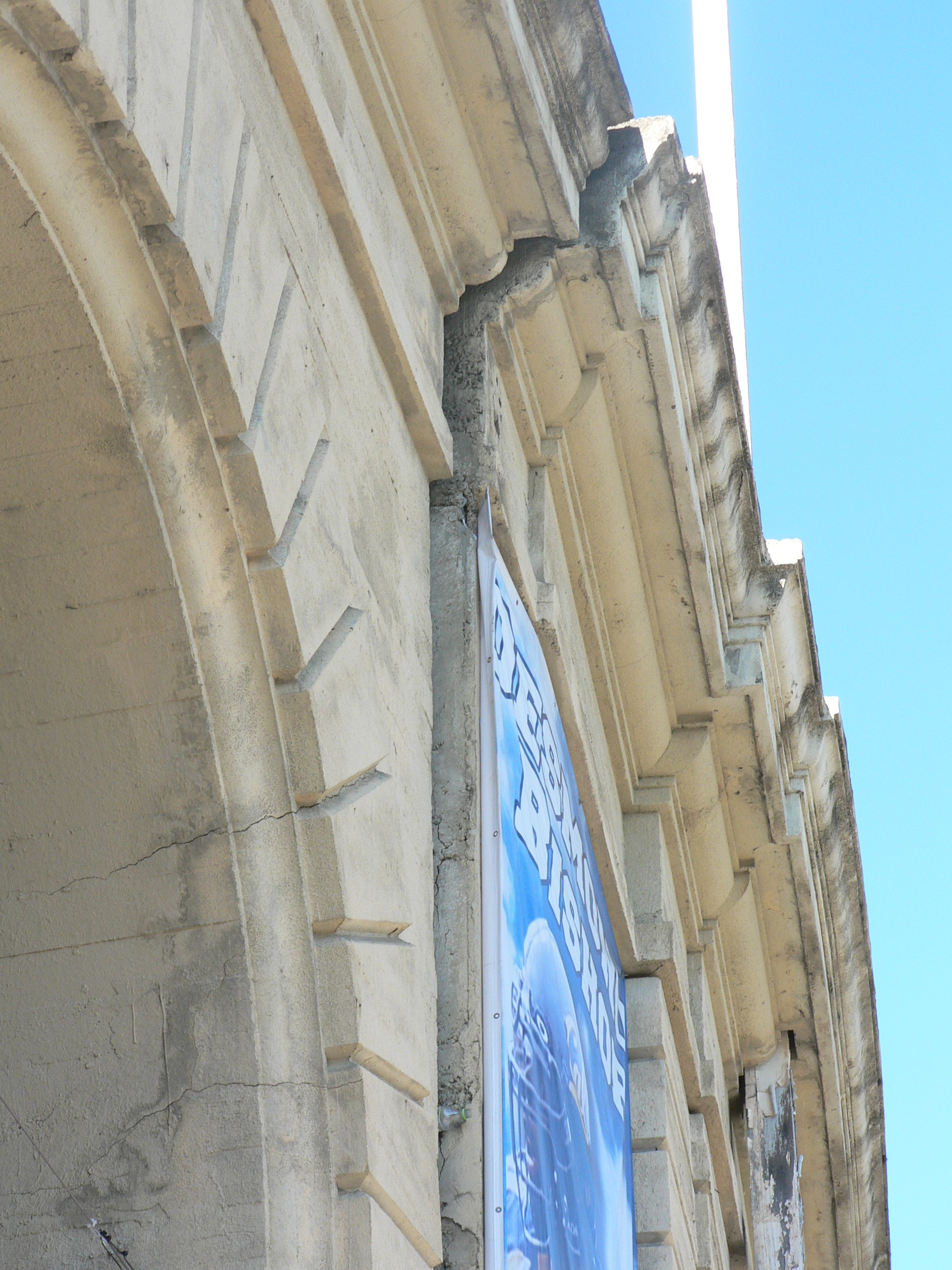
크리프 현상에 의해 건물이 점점 분리되고 있다.

결정립계(grain boundary)에서 외력에 의한 미끄럼 운동에 의해 크리프 현상이 일어난다.

크리프(creep)는 소재에 일정한 하중이 가해진 상태에서 시간의 경과에 따라 소재의 변형이 계속되는 현상이다.
금속재료와 열가소성 플라스틱이나 고무 같은 특정 비금속재료들은 어떤 온도에서도 크리프 현상이 생긴다. 특히, 납과 같이 녹는점이 낮은 재료는 실온에서도 현저한 크리프 변형이 발생된다. 금속재료들의 고온 크리프 현상은 일반적으로 결정립계에서의 미끄럼 운동으로 설명된다.

## 크리프 속도
{\displaystyle {\frac {\mathrm {d} \varepsilon }{\mathrm {d} t}}={\frac {C\sigma ^{m}}{d^{b}}}e^{\frac {-Q}{kT}}}
크리프 속도(creep rate)는 시간의 변화에 따른 변형률의 비로 나타낸다. 위 식에서{\displaystyle {\varepsilon }} 은 변형률이고, C는 정해진 상수이며, m 과 b은 크리프 지수이다. 그리고 Q는 활성화 에너지, σ는 응력, d는 결정립의 크기 k는 볼츠만 상수 그리고 T는 절대 온도이다.

## 크리프 시험

시간에 따른 변형률을 나타내는 전형적인 크리프 곡선으로 제 1차,제 2차,제 3차 크리프 영역이 있다.

크리프 시험은 특정 온도에서 일정한 인장하중을 시편에 가한 후, 즉 시편에 일정한 공칭응력을 작용시킨 후, 시간의 경과에 따라 시편의 길이 변화를 측정하는 것이다. 크리프 시험을 통해 얻은 결과를 시간에 따른 변형률 곡선을 표현하면 오른쪽 그림과 같다. 크리프 곡선에서 볼 수 있듯이 크리프 곡선은 1차 크리프, 2차 크리프, 3차 크리프로 구성된다. 제 1차 크리프는 천이 크리프라고도 하며, 초기 변형 이후에 탄성 및 소성 변형이 일어난다. 제 2차 크리프는 시간이 증가함에 따라 변형률이 일정하며, 제 3차 크리프는 가속 크리프라고도 하며, 변형속도가 가속되어 파단에 이르게 된다. 이 때, 파단되는 현상을 크리프 파단(creep rupture)이라고 한다. 이 결과는 재료마다 다르기 때문에 특정 조건에서 재료의 특성이 된다. 초기 조건에서 온도와 작용하는 하중이 증가하면 크리프 속도는 증가하게 된다.
크리프 현상에 의해 변형이 일시적으로 증가해도, 일정 한계의 응력 이하에서는 변형이 그 이상 증가하지 않는다. 이와 같은 응력의 최댓값을 크리프 한도(creep limit)라고 한다. 예를 들면 100,000시간에서 1%의 변형을 생기게 하는 응력을 그 온도에서의 크리프 한도라고 한다. 연강에 여러 가지의 인장 응력을 생기게 하고, 변형과 시간 경과의 관계를 크리프 곡선으로 나타낸다. 크리프 한도는 약 300°C 부근부터 시작하며 700°C 부근에서 제로로 된다. 고압, 고온의 보일러나 과열기의 재료는 크리프 한도가 중시되며, 그 사용 온도에서의 재료의 강도를 고려해야 한다.

## 적용

### 쓰임
설계에서 크리프를 고려할 때는 보통 제 2차 크리프를 기준으로 한다. 그 이유는 제 2차 크리프의 경우, 크리프 속도가 거의 일정하므로 실험값의 신빙성이 높고 해석이 용이하기 때문이다. 크리프 현상은 고온에서 작동되는 기계 부품의 설계 및 해석에 중요하게 고려된다. 예를 들면, 가스 터빈 블레이드나 제트 엔진, 로켓 엔진 등 고온에 노출되는 부품 등은 크리프 속도가 크기 때문에 시간에 따라 변형률의 정도를 고려해야 한다. 고압 증기관이나 핵연료용 부품에서도 역시 크리프가 중요하다. 단조나 압출에서 사용하는 공구 역시 높은 열과 응력을 받으므로 크리프를 고려해야 한다. 크리프 저항이 높은 재료에는 스테인리스강, 초합금, 내열금속, 합금 등이 있다.
이처럼 크리프 현상이 발생할 것을 예상하여 변형을 최대한 줄이도록 설계를 하는가 반면, 크리프 현상의 장점을 이용하여 부품에 적용하는 경우도 있다. 예를 들면,자동차 좌석 같은 경우에는 좌석에 일정한 응력을 계속 가하도록 설계하여 변형이 지속적으로 일어날 수 있게 함으로써 충격력을 흡수하고 편안함을 증가시킨다.
응력 완화(stress relaxation)는 크리프와 밀접한 관계가 있다. 응력 이완은 크리프 현상이 일정한 응력에 의해 변형이 계속 일어나기 때문에, 반대로 변형된 상태를 유지하기 위해서 작용한 응력이 시간이 경과됨에 따라 점차 감소하는 현상을 말한다.

### 크리프 시효 성형
크리프 시효 성형(creep age forming)은 알루미늄 판재를 성형과 동시에 인공시효시키는 가공법이다. 현재 적용되는 분야는 민간항공기나 업무용제트기의 날개판을 2022-T8 알루미늄 합금으로 성형하는 것이다. 대표적인 예로는 555인승 에어버스 A380을 들 수 있는데, 길이 33m 폭 2.8m 크기이면서 두께가 3~28mm로 차이가 심한 날개판을 이 공정으로 성형한다. 성형 후에는 최고 80%까지 탄성회복이 일어날 수 있으므로 스프링백이 문제가 되지만, 컴퓨터 모델링 및 시뮬레이션 기술을 사용하여 다중 곡률을 갖는 복잡한 형상을 경제적으로 생산할 수 있다.

### 크리프 단조
크리프 단조(creep forging)는 일반적인 빠른 단조로는 균열이 발생하기 때문에 가공을 할 때 재료의 온도 변화 없이 공구를 같은 온도로 가열하여 장시간에 걸쳐 저속으로 가공하는 것을 말한다. 예를 들어 알루미늄, 티타늄, 내열 합금 등 좁은 온도 범위에서 저속으로 변형을 시키지 않으면 균열이 생기게 되므로 크리프 단조 가공법을 이용하여 균열을 방지한다.

### 크리프 피드 연삭
크리프 피드 연삭(creep feed grinding)은 연삭 휠축의 높이는 고정시키고, 피연삭물을 옆으로 이동시키면서 연삭하는 가공을 말한다. 연삭 깊이를 최대 6mm까지 깊게 하고, 공작물의 이송속도는 작게한다. 숫돌은 주로 연한 결합도의 수지 결합제로 성긴 조직을 사용하여 온도를 낮추고 표면 정도를 높인다. 크리프 피드 연삭에 사용되는 연삭기는 최대 225kw의 고출력, 고강성, 높은 감쇠능, 주축속도 및 테이블속도의 가변 정밀 제어, 그리고 대용량의 연삭액이 필요하다. .

## 같이 보기
- 치과용 아말감의 크리프